# Marian Spoida
Marian Spoida (né le 4 janvier 1901 à Poznań en Pologne et mort le 16 avril 1940 lors du massacre de Katyń, assassiné par les services secrets soviétiques) était un joueur international et entraîneur de football polonais.

## Biographie

### Joueur
Spoida joue durant sa carrière dans le championnat polonais dans des équipes de sa ville natale, Poznań. Il joue tout d'abord entre 1915 et 1916 dans le club du Posnania Poznań. Il part ensuite rejoindre ce qui sera le dernier club de sa carrière, le Warta Poznań où il évolue de 1916 à 1929.
Il est également international, et joue 14 matchs entre 1922 et 1928 avec l'équipe de Pologne.

### Entraîneur
Après sa retraite, il devient entraîneur. Ensemble avec le sélectionneur polonais Józef Kałuża, ils prennent les rênes de l'équipe polonaise pour disputer la coupe du monde 1938 en France.
À Strasbourg, ils entraînent donc la Pologne pendant le mondial, avec un match de légende contre le Brésil, match qu'ils perdent 5-6 après prolongation (5 juin 1938).